# İpek Şenoğluová
İpek Şenoğluová (* 8. června 1979, Eskişehir, Turecko) je současná turecká profesionální tenistka. Jejím nejvyšším umístěním na žebříčku WTA ve dvouhře bylo 293. místo (5. červenec 2004) a ve čtyřhře 53. místo (19. říjen 2009). Na okruhu WTA dosud nevyhrála žádný turnaj. Na okruhu ITF zvítězila na 2 turnajích ve dvouhře a 20 ve čtyřhře.
V roce 2004 hrála kvalifikaci čtyřhry na Wimbledonu. Nedostala se sice do hlavní soutěže, ale do historie se zapsala jako vůbec první turecký tenista, který kdy hrál kvalifikaci na grandslamovém turnaji. Téhož roku na posledním grandslamovém turnaji US Open 2004, se pak stala prvním tureckým tenistou, který hrál hlavní soutěž Grand Slamu. Spolu se spoluhráčkou Laurou Granvilleovou nastoupily do ženské čtyřhry a probojovaly se do 3. kola.
15. května 2005 v 7 hodin místního času odehrála krátkou pětiminutovou exhibici s Venus Williamsovou na istanbulském Bosporském mostu, což bylo vůbec poprvé v historii, kdy byl hrán tenis zároveň na dvou kontinentech.
Spolu s Jaroslavou Švedovovou se probojovala do semifinále Rome Masters 2009.

## Finálové účasti na turnajích WTA (1)

### Čtyřhra - prohry (1)
| Legenda                     |
| Kategorie Tier IV (1)       |
| Kategorie Premier (0)       |
| Kategorie International (0) |

| Č. | Datum          | Turnaj               | Povrch | Partnerka                  | Vítězky                              | Výsledek |
| 1. | 19. duben 2008 | Estoril, Portugalsko | antuka | Mervana Jugićová-Salkićová | Maria Kirilenková Flavia Pennettaová | 6-4, 6-4 |

## Postavení na žebříčku WTA na konci sezóny

### Dvouhra
| Rok    | 2000 | 2001   | 2002   | 2003   | 2004   | 2005 | 2006   | 2007   | 2008   | 2009 |
| Pořadí | 719. | ▲ 603. | ▲ 570. | ▲ 311. | ▲ 307. | ▼ x  | ▲ 576. | ▲ 530. | ▼ 769. | ▼ x  |

### Čtyřhra
| Rok    | 2001 | 2002   | 2003   | 2004   | 2005   | 2006   | 2007   | 2008  | 2009  |
| Pořadí | 553. | ▲ 538. | ▲ 223. | ▲ 101. | ▼ 221. | ▼ 228. | ▲ 125. | ▲ 90. | ▲ 55. |

## Fed Cup
İpek Şenoğluová se zúčastnila 22 zápasů ve Fed Cupu za tým Turecka s bilancí 9-8 ve dvouhře a 10-8 ve čtyřhře.